# Juan Carlos Menseguez
Juan Carlos Menseguez (Córdoba, Argentina, 18 de febrero de 1984) es un exfutbolista argentino. Jugaba de delantero y su último equipo fue Juventud Unida de Gualeguaychú

## Trayectoria

### Sus Inicios
Fue llevado por su padre a Racing de Córdoba, pero luego de problemas con la dirigencia del club a los 9 años llegó a las divisiones menores de Instituto.
A los 15 años se destacó en la Copa Nike, donde luego fue fichado por River Plate. Al año siguiente fue citado para jugar el Sudamericano Sub-17. Luego del torneo hizo la pretemporada con el plantel de Primera División, aunque después perdió terreno y jugó dos años en reserva.

### VfL Wolfsburgo
En 2003 el Wolfburgo compró al jugador Andrés D'Alessandro y como parte de la operación Menseguez pasó a préstamo por un año al conjunto alemán, que le terminó comprando el pase 2.000.000 de euros por el 50% de su ficha y haciéndole un contrato por 5 temporadas.

### San Lorenzo de Almagro
En agosto de 2007 San Lorenzo de Almagro compró la totalidad de su pase por 1.000.000 de euros para disputar el Torneo Apertura 2007. Menseguez tuvo un buen comienzo en el equipo de Ramón Díaz.
El 6 de abril de 2008 marcó tres goles frente a Tigre en la goleada de su equipo por 5-1. Unas fechas después volvería a marcar frente a Boca Juniors en la victoria por 1-0.
En febrero del 2009 fue cedido a West Bromwich Albion por seis meses a cambio de 200 mil euros, con opción de compra de 2 millones de euros.  El West Bromwich Albion no hizo uso de la opción y regresó a San Lorenzo de Almagro.

### River Plate
Tras sufrir una lesión que lo llevó a estar dos años inactivo, en agosto de 2013 se convirtió en refuerzo de River Plate. Hizo su debut frente a Estudiantes de La Plata en un partido correspondiente a la decimocuarta fecha del Torneo Inicial 2013, donde marcó el gol de su equipo en la derrota por 1-2.

### Argentinos Juniors
Después de no renovar su contrato con River Plate quedó libre y decidió fichar por Argentinos Juniors.

### Club Atlético Aldosivi
Al no tener la continuidad deseada  El Rayo, Menseguez emigró hacia el club marplatense Aldosivi.

### Club Deportivo Juventud Unida
El 7 de enero de 2016, firmó su contrato por 18 meses para el Club Deportivo Juventud Unida de la ciudad de Gualeguaychú para disputar el torneo de la Primera B Nacional.

## Clubes
| Club                           | País       | Año        |
| ------------------------------ | ---------- | ---------- |
| Wolfsburgo                     | Alemania   | 2003-2007  |
| San Lorenzo de Almagro         | Argentina  | 2007-2008  |
| West Bromwich                  | Inglaterra | 2009       |
| San Lorenzo de Almagro         | Argentina  | 2009-2013  |
| River Plate                    | Argentina  | 2013-2014  |
| Argentinos Juniors             | Argentina  | 2014-2015  |
| Aldosivi                       | Argentina  | 2015       |
| Juventud Unida de Gualeguaychú | Argentina  | 2016- 2017 |

### Estadísticas
| Club                   | Temporada              | Div.                   | Liga  | Liga  | Copa  | Copa  | Inter. | Inter. | Total | Total | Media goleadora |
| Club                   | Temporada              | Div.                   | Apar. | Goles | Apar. | Goles | Apar.  | Goles  | Apar. | Goles | Media goleadora |
| ---------------------- | ---------------------- | ---------------------- | ----- | ----- | ----- | ----- | ------ | ------ | ----- | ----- | --------------- |
| Wolfsburgo             | 2003-04                | 1.ª                    | 28    | 0     | 2     | 0     | -      | -      | 30    | 0     | 0.00            |
| Wolfsburgo             | 2004-05                | 1.ª                    | 18    | 1     | 1     | 0     | 2      | 0      | 21    | 1     | 0.05            |
| Wolfsburgo             | 2005-06                | 1.ª                    | 33    | 2     | 2     | 0     | 6      | 1      | 41    | 3     | 0.07            |
| Wolfsburgo             | 2006-07                | 1.ª                    | 23    | 1     | 3     | 0     | -      | -      | 26    | 1     | 0.04            |
| Total en el Wolfsburgo | Total en el Wolfsburgo | Total en el Wolfsburgo | 102   | 4     | 8     | 0     | 8      | 1      | 118   | 5     | 0.04            |
| San Lorenzo            | 2007-08                | 1.ª                    | 20    | 4     | -     | -     | 2      | 0      | 22    | 4     | 0.18            |
| San Lorenzo            | 2008                   | 1.ª                    | 16    | 1     | -     | -     | 1      | 0      | 17    | 1     | 0.06            |
| West Bromwich          | 2008-09                | 1.ª                    | 7     | 1     | 0     | 0     | -      | -      | 7     | 1     | 0.14            |
| San Lorenzo            | 2009-10                | 1.ª                    | 27    | 4     | -     | -     | 4      | 0      | 31    | 4     | 0.13            |
| San Lorenzo            | 2010-11                | 1.ª                    | 34    | 8     | -     | -     | -      | -      | 34    | 8     | 0.24            |
| San Lorenzo            | 2011-12                | 1.ª                    | 5     | 0     | 0     | 0     | -      | -      | 5     | 0     | 0.00            |
| San Lorenzo            | 2012-13                | 1.ª                    | 0     | 0     | 0     | 0     | -      | -      | 0     | 0     | 0.00            |
| Total en San Lorenzo   | Total en San Lorenzo   | Total en San Lorenzo   | 102   | 17    | 0     | 0     | 7      | 0      | 109   | 17    | 0.16            |
| River Plate            | 2013-14                | 1.ª                    | 12    | 1     | 0     | 0     | 1      | 0      | 13    | 1     | 0.08            |
| Argentinos             | 2014                   | 2.ª                    | 6     | 0     | 1     | 0     | -      | -      | 7     | 0     | 0.00            |
| Aldosivi               | 2015                   | 1.ª                    | 9     | 0     | 1     | 0     | -      | -      | 10    | 0     | 0.00            |
| CASI                   | 2016                   | 2.ª                    | 12    | 0     | 2     | 0     | -      | -      | 14    | 0     | 0.00            |
| Total en Argentina     | Total en Argentina     | Total en Argentina     | 91    | 10    | 18    | 2     | 33     | 5      | 239   | 33    | 0.14            |
| Total en su carrera    | Total en su carrera    | Total en su carrera    | 321   | 31    | 32    | 3     | 42     | 6      | 492   | 56    | 0.11            |

## Palmarés

### Campeonatos nacionales
| Título           | Club        | País      | Año    |
| ---------------- | ----------- | --------- | ------ |
| Primera División | River Plate | Argentina | F-2014 |
| Copa Campeonato  | River Plate | Argentina | 2014   |